# Landschaftsschutzgebiet Schweinegründchen / Berghagen / Unter der Königsseite
Das Landschaftsschutzgebiet Schweinegründchen / Berghagen / Unter der Königsseite mit 23,49 ha liegt im Stadtgebiet von Marsberg und im Hochsauerlandkreis. Das Gebiet wurde 2008 mit dem Landschaftsplan Marsberg durch den Kreistag des Hochsauerlandkreises als Landschaftsschutzgebiet (LSG) ausgewiesen. Das LSG wurde als Landschaftsplangebiet vom Typ B, Ortsrandlagen, Offenland- und Kulturlandschutz, ausgewiesen.

## Beschreibung
Das LSG besteht aus drei Teilflächen, die weit auseinander liegen. Die westliche Fläche Schweinegründchen liegt nördlich des Wepa-Werks und besteht überwiegend aus ackerbaulich genutzter Unterhanglage zwischen dem NSG-würdigen Diemeltalgrund und der Landesstraße 870 ein. Die mittlere Teilfläche Berghagen südwestlich der Johannisbrücke umfasst am Nordrand Teile der ehemaligen Diemeltalaue und steigt dann nach Süden hin an. Hier findet sich ein vielfältiges Mosaik aus Feuchtland und  überwiegend magerem Grünland. Auch eine Teichanlage liegt in der Teilfläche. Die östliche Teilfläche Unter der Königsseite gehört ganz zur Diemeltalaue. Hier gehört auch der Bahndamm der Obere-Ruhrtalbahn zum LSG. Es handelt sich überwiegend um Fettwiesen und -weiden sowie kleinere Aufforstungen, die durch einen bahnbegleitenden Graben entwässert werden. Im Ostbereich Am Schneiderknapp grenzt die Bebauung direkt an das LSG.
Das LSG gehört zu Großteil zum Fauna-Flora-Habitat-Gebiet (FFH) Gewässersystem Diemel und Hoppecke (Natura 2000-Nr. DE-4617-302) mit 588 ha Fläche. Es grenzen fast nur das Naturschutzgebiet Unteres Diemeltal, Naturschutzgebiet Hagen / Königsseite und das Naturschutzgebiet Auf der Wiemecke an.

## Schutzzweck
Die Ausweisung erfolgte zur Sicherung der Vielfalt und Eigenart der Landschaft im Nahbereich der Ortslagen und der alten landwirtschaftlichen Vorranggebiete durch Offenhaltung, ferner wegen der besonderen Bedeutung für die Erholung.

## Rechtliche Vorschriften
Wie in den anderen Landschaftsschutzgebieten im Stadtgebiet besteht im LSG ein Verbot Bauwerke zu errichten. Vom Verbot ausgenommen sind Bauvorhaben für Gartenbaubetriebe, Land- und Forstwirtschaft. Die Untere Naturschutzbehörde kann Ausnahme-Genehmigungen für Bauten aller Art erteilen. Wie in den anderen Landschaftsschutzgebieten vom Typ B in Meschede besteht im LSG ein Verbot der Erstaufforstung und ein Verbot, Weihnachtsbaum-, Schmuckreisig- und Baumschul-Kulturen anzulegen. Es besteht das Gebot, das LSG durch landwirtschaftliche Nutzung oder geeignete Pflegemaßnahmen von Bewaldung frei zu halten.